# Muntenii de Jos
Muntenii de Jos is een Roemeense gemeente in het district Vaslui.
Muntenii de Jos telt 3939 inwoners.